# Barwick Tributary
Der Barwick Tributary ist ein Wasserlauf in Hertfordshire, England. Er entsteht östlich von Colliers End und fließt in südöstlicher Richtung bis zu seiner Mündung in den River Rib in Barwick.